# 허버트 윌리엄 하인리히
허버트 윌리엄 하인리히(Herbert William Heinrich, 1885년 10월 6일 ~ 1962년 6월 22일)는 1930년대부터 미국 산업 안전 선구자였다.

## 생애
1886년 10월 6일 버몬트 베닝턴에서 태어났다.
트래블러스 컴퍼니의 공학 및 점검 부서(Engineering and Inspection Division)의 부지배인(Assistant Superintendent)이었으며 당시 1931년 "Industrial Accident Prevention, A Scientific Approach"이라는 제목의 책을 출간하였다. 그의 1931년 책에서의 한 가지 경험적 발견은 하인리히의 법칙으로 알려지게 되었다. 즉, 일터에서 큰 재해를 일으키는 모든 사고의 경우 사소한 재해를 일으키는 29건의 사고와 재해가 없는 300건의 사고가 있음을 이야기하고 있다.
하인리히는 1962년 6월 22일 76세의 나이로 사망하였다.

## 하인리히의 법칙
하인리히의 노고는 이 분야의 일부 전문가들에 의해 행동 기반의 안전 이론을 토대로 두고 있다고 주장되며 모든 작업장의 사고 가운데 95% 정도가 안전하지 않은 행위로 기인한다고 설명된다. 하인리히는 사고를 일으킨 데 대하여 사고의 근본 원인을 세세히 탐구하지 않은 채 대체적으로 노동자들을 비난한 감독관이 완성한 수천 건의 사고 보고서를 검토한 뒤 이러한 결론을 내리게 되었다.